# Rhydian

Rhydian Roberts, connu comme Rhydian, né le 14 février 1983, est un chanteur baryton, acteur et présentateur gallois, issu de la quatrième saison du télé-crochet britannique The X Factor, dont il finit deuxième.

## Discographie

### Albums
- Rhydian, 24 novembre 2008, sur le label Sony BMG. Certifié platine au Royaume-Uni.
- O Fortuna, 30 novembre 2009, sur le label Sony Music
- Waves, 1er août 2011, sur le label Conehead
- Welsh Songs: Caneuon Cymraeg, 12 décembre 2011 Conehead

### Singles
- 2008 : The Impossible Dream
- 2010 : The Prayer
- 2011 : Parade

## Liens
- Site officiel
- Rhydian Roberts at BBC Wales
- Rhydian Roberts biography from BBC Wales Music
- What's On Wales interview
- "Rhydian's new album" movie video at YouTube
- Rhydian on Premier Christian TV